# Manny Castillo
Esteban Manuel Antonio Castillo Cabrera (Santo Domingo, 1 de abril de 1957) es un ex infielder dominicano que jugó en las Grandes Ligas de Béisbol cubriendo más que nada la tercera base. Con 5 pies y 9 pulgadas, Castillo jugó tres temporadas en las Grandes Ligas militando con los Reales de Kansas City en 1980 y con los Marineros de Seattle en 1982 y 1983. Jugó en 236 partidos en su carrera, con un promedio de bateo de .242, 174 hits en 719 turnos al bate. Robó 3 bases, dio 3 jonrones e impulsó 73 carreras y anotó 63.
Castillo tuvo su mejor temporada en 1982 con los Marineros, cuando registró 130 hits, un promedio de .257, y los 3 jonrones de su carrera.

## Liga Dominicana
Bonny Castillo (como se le conoce en su país) debutó en la Liga Dominicana en la temporada 1975-76 con los Tigres del Licey, donde permaneció hasta la temporada 1979-80. Luego pasó a las Estrellas Orientales hasta el final de su carrera en la temporada 1989-90. Terminó con un promedio de .264, 564 hits en 2,137 turnos al bate. Era un jugador difícil de ponchar, por lo que solo tuvo 98 ponches en catorce temporadas.
Después de su carrera como jugador, ha sido mánager y entrenador en la liga.
Hasta la actualidad trabaja en el equipo de tampa bay rays en equipos minoritarios.